# Opiona columbiana
Opiona columbiana är en mångfotingart som beskrevs av Chamberlin 1951. Opiona columbiana ingår i släktet Opiona och familjen Caseyidae. Inga underarter finns listade i Catalogue of Life.